# 롭상 상가이
롭상 상가이(티베트어: བློ་བཟང་སེང་གེ, 1968년 9월 5일~ )는 티베트 망명 정부의 전 총리로 법학자이자 정치 활동가이다.
상가이의 아버지는 티베트 불교 승려이며, 1959년 인도로 넘어왔다. 그의 어머니 역시 같은 해에 넘어온 난민 출신이다. 인도 다르질링에서 태어난 상가이는 티베트 난민 고등학교를 졸업했고 델리 대학교에서 일반 학사(B.A.)와 법학 학사(LL.B.) 학위를 받으며 졸업했다. 그후 그는 풀브라이트 장학생으로 뽑혀 하버드 로스쿨을 다녔으며, 그곳에서 법학 석사(LL.M.)와 법률과학 박사(S.J.D.) 학위를 받았다. 그는 하버드 대학에서 박사 학위를 받은 최초의 티베트인이다.
2011년 4월 27일 상가이는 티베트 망명 정부의 차기 총리로 선출되었다. 이 선거에서 그는 4만 9천 표 중에 55%를 득표하며 경쟁자인 텐진 테통(37.4%)과 타시 왕디(6.4%)를 꺾었다. 2011년 8월 14일부터 전임인 롭상 텐진에 이어 총리직을 수행해오고 있다.
2021년 5월 27일 총리직에서 퇴임하였다.